# 風俗通義
『風俗通義』（ふうぞくつうぎ）は、後漢末の応劭の著作。『風俗通』とも呼ぶ。さまざまな制度、習俗、伝説、民間信仰などについて述べた書物。

## 概要
『風俗通義』は2世紀の終わりごろに応劭によって作られた。序に述べるところによると、黄巾の乱によって世が乱れたため、文化が将来に伝わらなくなることをおそれて、この書を著したという。
不合理な伝承を「俗説」としてしばしば攻撃しており、王充『論衡』と比較されることがある。

## テキスト
『風俗通義』は部分的にしか現存していない。『隋書』経籍志では雑家に入れ、31巻とする（注に録1巻と記す)。しかし、北宋にはすでに多くが散逸していた。元豊年間に残っていた諸本を蘇頌が比較して校勘したのが現在の10巻本である。現存最古の本は元の大徳年間のものであり（中国国家図書館蔵）、『四部叢刊』に影印されている。

## 構成
現行本は次のような構成になっている。各篇の前に小序があり、いろいろな物事について、一般に行われている説を述べた後に応劭の案語を加えている。
1. 皇覇
2. 正失
3. 愆礼
4. 過誉
5. 十反
6. 声音
7. 窮通
8. 祀典
9. 怪神
10. 山沢

失われた20篇の題はそれぞれ「心政」「古制」「陰教」「弁惑」「析当」「恕度」「嘉号」「徽称」「情遇」「姓氏」「諱篇」「釈忌」「輯事」「服妖」「喪祭」「宮室」「市井」「数紀」「新秦」「獄法」であった。このうち、姓氏篇は類書や姓氏関係の書物に引用されて大量に残っている。『永楽大典』も姓氏篇を載せていたが、文章が節略されており、唐の馬総『意林』から取ったもののようであるという。ただし、現行の『意林』巻4に載せる『風俗通義』に姓氏篇は存在しない。
失われた部分を他の書の引用から復元した輯逸書が存在する。盧文弨『群書拾補』には銭大昕によって輯逸された逸文を載せる。

## 日本語訳
- 中村璋八、清水浩子『風俗通義』明徳出版社〈中国古典新書続編 26〉、2002年。

ほかに安藤（道家）春代による『風俗通義』訳注稿が名古屋大学中国語学文学論集に発表されている。